# Distrikt Puquio
Der Distrikt Puquio liegt in der Provinz Lucanas in der Region Ayacucho in Südzentral-Peru. Der Distrikt entstand in den Gründungsjahren der Republik Peru. Er besitzt eine Fläche von 864 km². Beim Zensus 2017 wurden 14.439 Einwohner gezählt. Im Jahr 1993 lag die Einwohnerzahl bei 12.004, im Jahr 2007 bei 13.870. Sitz der Provinz- und Distriktverwaltung ist die 3214 m hoch gelegene Stadt Puquio mit 12.982 Einwohnern (Stand 2017). Puquio liegt 170 km südlich der Regionshauptstadt Ayacucho.

## Geographische Lage
Der Distrikt Puquio liegt im Andenhochland im zentralen Osten der Provinz Lucanas. Der Río Acarí, ein Zufluss des Pazifischen Ozeans hat im Distrikt sein Quellgebiet und entwässert das Areal nach Süden. Entlang der nördlichen Distriktgrenze verläuft die kontinentale Wasserscheide.
Der Distrikt Puquio grenzt im Süden an die Distrikte Chaviña und San Pedro, im Westen an die Distrikte San Cristóbal und San Juan und Lucanas, im Norden an die Distrikte Carmen Salcedo und Chipao sowie im Osten an den Distrikt Coracora (Provinz Parinacochas).

## Ortschaften
Im Distrikt gibt es neben dem Hauptort folgende größere Ortschaften:
- Pamparque (347 Einwohner)
- San Andres (220 Einwohner)